# Matej Zmij
Matej Zmij, född 9 juni 1999, är en slovakisk rodelåkare.

## Karriär
Zmij tävlade för Slovakien vid olympiska vinterspelen 2022 i Peking, där han slutade på 13:e plats tillsammans med Tomáš Vaverčák i dubbel. Zmij var även en del av Slovakiens lag tillsammans med Katarína Šimoňáková, Jozef Ninis och Tomáš Vaverčák som inte fullföljde lagstafetten.